# Formatie van Diest
De Formatie van Diest, Diest Formatie of Zand(en) van Diest (afkorting: Di) is een mariene geologische formatie in de ondergrond van het noorden van België.

## Ontstaan
De formatie werd gevormd tijdens de geologische tijdperken Tortonien en Vroeg-Messinien (ongeveer 11 tot 7 miljoen jaar geleden, in het late Mioceen) en dagzoomt in de provincies Vlaams-Brabant, Antwerpen en Limburg. De formatie is een in noordoost-België belangrijk zandpakket dat werd afgezet in een zee-inham. De open zee lag ten noorden, ter hoogte van Nederland en de Beneden-Rijnslenk.

## Samenstelling
Plaatselijk kan de formatie in erosieve geulen meer dan 100 meter dik zijn, maar meestal is ze minder dik. De formatie bestaat uit groenig tot bruinig grof zand, dat glauconiet bevat maar weinig fossielen. Soms worden echter haaientanden gevonden. De formatie is erg homogeen en vertoont vaak sterke sporen van bioturbatie. Het stratotype bevindt zich bij de plaats Diest, waar de formatie ook naar genoemd is. De ijzerzandsteen werd lokaal gewonnen als ijzererts. Vaak wordt aangenomen dat de formatie met ijzerzandsteen ook aanwezig is in de getuigenheuvels van de Vlaamse Ardennen. De zandlaag daar is echter niet gedateerd, en kan heel wat ouder zijn dan de formatie van Diest.

## Onderverdeling
De formatie bevat nabij haar basis twee leden: de Zanden van Dessel en de Zanden van Deurne. Het meeste zand hoort echter tot wat informeel Zand van Diest genoemd wordt. De Formatie van Diest ligt op de meeste plaatsen boven op de Vroeg-Miocene Formaties van Bolderberg en Berchem. Boven op de Formatie van Diest kunnen de laat-Miocene Formatie van Kasterlee of de Pliocene Formatie van Kattendijk liggen.

## Naamgeving
De Formatie van Diest werd ingevoerd in de literatuur door de Belgische geoloog André Dumont in 1839. In de tijd dat de relatieve ouderdom van de formatie nog niet duidelijk vaststond werd het tijdperk waarin ze gevormd werd wel het Diestiaan (Diestien) genoemd. De zee die over België lag en waarin de Formatie van Diest gevormd werd wordt de Diestiaanzee genoemd. Over de grens met Nederland vormen dezelfde afzettingen een onderdeel van de Formatie van Breda.